# Euro Hockey League 2016-2017
Navigation
2015-2016 2017-2018
L’Euro Hockey League 2016-2017 est la 10e édition de l'Euro Hockey League. Elle oppose les 24 meilleures équipes européennes.

## Déroulement du tournoi
La compétition se déroule en deux phases. Lors de la première phase, les douze équipes les moins bien classées sont réparties dans quatre groupes. Les douze autres équipes sont qualifiées pour les huitièmes de finale (KO 16).
- Une victoire rapporte 5 points
- Un nul 2 points
- Une défaite par 2 buts ou moins d'écart 1 point
- Une défaite par plus de 2 buts d'écart 0 point

À partir des huitièmes de finale, la compétition devient une compétition à élimination directe.

## Équipes
Pour la saison 2016/2017 :
Les pays placés parmi les quatre premiers du classement européen peuvent engager trois équipes :
- Pays-Bas : AH&BC Amsterdam, HC Oranje-Rood et SV Kampong
- Allemagne : Mannheimer HC, Rot-Weiss Köln et UHC Hambourg
- Belgique : KHC Dragons, Royal Léopold HC et Royal Racing Club de Bruxelles
- Espagne : Atlètic Terrassa, Club Egara et Real Club de Polo

Ceux classés entre la cinquième et le huitième place peuvent engager deux équipes :
- Angleterre : Holcombe HC (en) et Wimbledon HC (en)
- Pologne : AZS AWF Poznań (en) et WKS Grunwald Poznań
- France : Racing Club de France et Saint Germain HC
- Irlande : Banbridge HC (en) et Lisnagarvey HC (en)

Ceux classés entre la 9e et la 12e place peuvent engager 1 équipe :
- Russie : HC Dinamo Kazan (nl)
- Écosse : Bromac Kelburne (en)
- Italie : SG Amsicora ASD (it)
- Pays de Galles : Cardiff & Met (de)

## Phase de Poule
Les matchs ont lieu du 7 au 9 octobre 2016 à Banbridge (Irlande du Nord).

### Groupe A
| Pays | Équipes        | Score | Équipes        | Pays |
| ---- | -------------- | ----- | -------------- | ---- |
|      | AZS AWF Poznań | 1 - 8 | Holcombe HC    |      |
|      | SV Kampong     | 2 - 1 | Holcombe HC    |      |
|      | SV Kampong     | 7 - 1 | AZS AWF Poznań |      |

| Rang | Pays | Équipe         | Points | Joués | Gagnés | Nuls | Perdus (écart ≤2 buts) | Perdus (écart >2 buts) | Buts Pour | Buts Contre | Différence |
| ---- | ---- | -------------- | ------ | ----- | ------ | ---- | ---------------------- | ---------------------- | --------- | ----------- | ---------- |
| 1    |      | SV Kampong     | 10     | 2     | 2      | 0    | 0                      | 0                      | 9         | 2           | +7         |
| 2    |      | Holcombe HC    | 6      | 2     | 1      | 0    | 1                      | 0                      | 9         | 3           | +6         |
| 3    |      | AZS AWF Poznań | 0      | 2     | 0      | 0    | 0                      | 2                      | 2         | 15          | -13        |

### Groupe B
| Pays | Équipes       | Score  | Équipes         | Pays |
| ---- | ------------- | ------ | --------------- | ---- |
|      | Cardiff & Met | 5 - 0  | SG Amsicora ASD |      |
|      | UHC Hambourg  | 12 - 1 | SG Amsicora ASD |      |
|      | UHC Hambourg  | 3 - 1  | Cardiff & Met   |      |

| Rang | Pays | Équipe          | Points | Joués | Gagnés | Nuls | Perdus (écart ≤2 buts) | Perdus (écart >2 buts) | Buts Pour | Buts Contre | Différence |
| ---- | ---- | --------------- | ------ | ----- | ------ | ---- | ---------------------- | ---------------------- | --------- | ----------- | ---------- |
| 1    |      | UHC Hambourg    | 10     | 2     | 2      | 0    | 0                      | 0                      | 15        | 2           | +13        |
| 2    |      | Cardiff & Met   | 6      | 2     | 1      | 0    | 1                      | 0                      | 6         | 3           | +3         |
| 3    |      | SG Amsicora ASD | 0      | 2     | 0      | 0    | 0                      | 2                      | 1         | 17          | -16        |

### Groupe C
| Pays | Équipes          | Score | Équipes          | Pays |
| ---- | ---------------- | ----- | ---------------- | ---- |
|      | Royal Léopold HC | 4 - 3 | Saint Germain HC |      |
|      | Saint Germain HC | 0 - 2 | Banbridge HC     |      |
|      | Royal Léopold HC | 3 - 3 | Banbridge HC     |      |

| Rang | Pays | Équipe           | Points | Joués | Gagnés | Nuls | Perdus (écart ≤2 buts) | Perdus (écart >2 buts) | Buts Pour | Buts Contre | Différence |
| ---- | ---- | ---------------- | ------ | ----- | ------ | ---- | ---------------------- | ---------------------- | --------- | ----------- | ---------- |
| 1    |      | Banbridge HC     | 7      | 2     | 1      | 1    | 0                      | 0                      | 5         | 3           | +2         |
| 2    |      | Royal Léopold HC | 7      | 2     | 1      | 1    | 0                      | 0                      | 7         | 6           | +1         |
| 3    |      | Saint Germain HC | 2      | 2     | 0      | 0    | 2                      | 0                      | 3         | 6           | -3         |

### Groupe D
| Pays | Équipes          | Score | Équipes         | Pays |
| ---- | ---------------- | ----- | --------------- | ---- |
|      | Bromac Kelburne  | 3 - 1 | HC Dinamo Kazan |      |
|      | Atlètic Terrassa | 4 - 4 | HC Dinamo Kazan |      |
|      | Atlètic Terrassa | 3 - 2 | Bromac Kelburne |      |

| Rang | Pays | Équipe           | Points | Joués | Gagnés | Nuls | Perdus (écart ≤2 buts) | Perdus (écart >2 buts) | Buts Pour | Buts Contre | Différence |
| ---- | ---- | ---------------- | ------ | ----- | ------ | ---- | ---------------------- | ---------------------- | --------- | ----------- | ---------- |
| 1    |      | Atlètic Terrassa | 7      | 2     | 1      | 1    | 0                      | 0                      | 7         | 6           | +1         |
| 2    |      | Bromac Kelburne  | 6      | 2     | 1      | 0    | 1                      | 0                      | 5         | 4           | +1         |
| 3    |      | HC Dinamo Kazan  | 3      | 2     | 0      | 1    | 1                      | 0                      | 5         | 7           | -2         |

## Phase finale

### Qualifiés pour la Phase finale

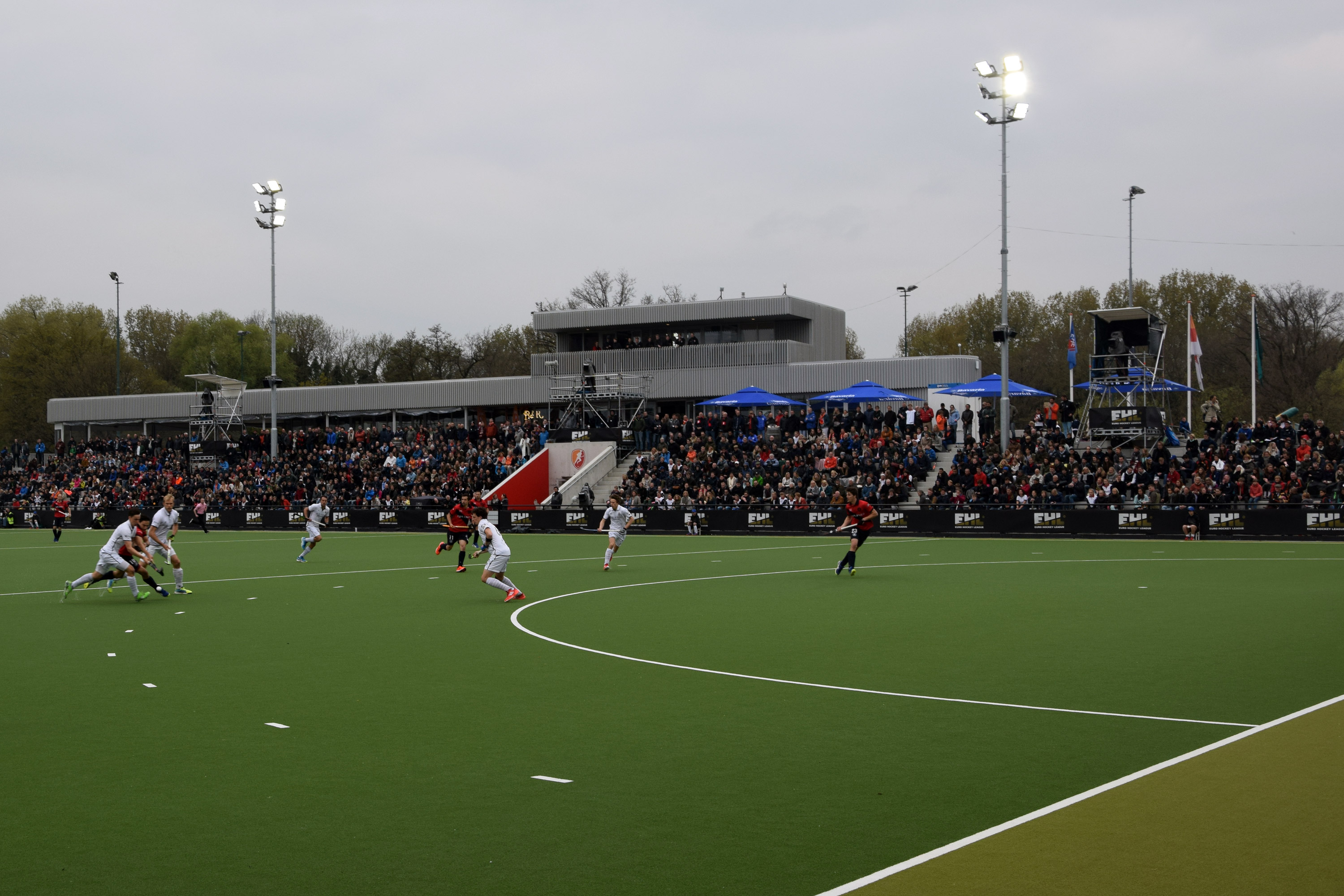
Match à vhez le HC Oranje-Rood.

| Groupe   | 1er du groupe    |
| -------- | ---------------- |
| Groupe A | SV Kampong       |
| Groupe B | UHC Hambourg     |
| Groupe C | Banbridge HC     |
| Groupe D | Atlètic Terrassa |

| Qualifiés d'office pour la Phase finale |
| --------------------------------------- |
| AH&BC Amsterdam                         |
| HC Oranje-Rood                          |
| Mannheimer HC                           |
| Rot-Weiss Köln                          |
| KHC Dragons                             |
| Royal Racing Club de Bruxelles          |
| Club Egara                              |
| Real Club de Polo                       |
| Wimbledon HC                            |
| WKS Grunwald Poznań                     |
| Racing Club de France                   |
| Lisnagarvey HC                          |

### Tableau final
|  | Huitièmes de finale            | Huitièmes de finale   |                   |                        | Quarts de finale       | Quarts de finale |   |  | Demi-finales | Demi-finales |  |  | Finale      | Finale      |
|  | Huitièmes de finale            | Huitièmes de finale   |                   |                        | Quarts de finale       | Quarts de finale |   |  | Demi-finales | Demi-finales |  |  | Finale      | Finale      |
|  |                                |                       |                   |                        |                        |                  |   |  |              |              |  |  |             |             |
|  | 14 avril 2017                  | 14 avril 2017         |                   |                        | 16 avril 2017          | 16 avril 2017    |   |  | 3 juin 2017  | 3 juin 2017  |  |  | 4 juin 2017 | 4 juin 2017 |
|  | 14 avril 2017                  | 14 avril 2017         |                   |                        | 16 avril 2017          | 16 avril 2017    |   |  | 3 juin 2017  | 3 juin 2017  |  |  | 4 juin 2017 | 4 juin 2017 |
|  | KHC Dragons                    | 2                     |                   |                        | 16 avril 2017          | 16 avril 2017    |   |  | 3 juin 2017  | 3 juin 2017  |  |  | 4 juin 2017 | 4 juin 2017 |
|  | KHC Dragons                    | 2                     |                   |                        | 16 avril 2017          | 16 avril 2017    |   |  | 3 juin 2017  | 3 juin 2017  |  |  | 4 juin 2017 | 4 juin 2017 |
|  | Royal Racing Club de Bruxelles | 1                     |                   |                        | 16 avril 2017          | 16 avril 2017    |   |  | 3 juin 2017  | 3 juin 2017  |  |  | 4 juin 2017 | 4 juin 2017 |
|  | Royal Racing Club de Bruxelles | 1                     | KHC Dragons       | 5                      |                        |                  |   |  | 3 juin 2017  | 3 juin 2017  |  |  | 4 juin 2017 | 4 juin 2017 |
|  | 14 avril 2017                  |                       | KHC Dragons       | 5                      |                        |                  |   |  | 3 juin 2017  | 3 juin 2017  |  |  | 4 juin 2017 | 4 juin 2017 |
|  |                                | Racing Club de France | 1                 |                        |                        |                  |   |  | 3 juin 2017  | 3 juin 2017  |  |  | 4 juin 2017 | 4 juin 2017 |
|  | Banbridge HC                   | Racing Club de France | 1                 | 1 (0)                  |                        |                  |   |  | 3 juin 2017  | 3 juin 2017  |  |  | 4 juin 2017 | 4 juin 2017 |
|  | Banbridge HC                   | 16 avril 2017         |                   | 1 (0)                  |                        |                  |   |  | 3 juin 2017  | 3 juin 2017  |  |  | 4 juin 2017 | 4 juin 2017 |
|  | Racing Club de France          | 1 (3)                 |                   |                        |                        |                  |   |  | 3 juin 2017  | 3 juin 2017  |  |  | 4 juin 2017 | 4 juin 2017 |
|  | Racing Club de France          | 1 (3)                 | KHC Dragons       | 3                      |                        |                  |   |  |              |              |  |  | 4 juin 2017 | 4 juin 2017 |
|  | 14 avril 2017                  |                       | KHC Dragons       | 3                      |                        |                  |   |  |              |              |  |  | 4 juin 2017 | 4 juin 2017 |
|  |                                | Rot-Weiss Köln        | 5                 |                        |                        |                  |   |  |              |              |  |  | 4 juin 2017 | 4 juin 2017 |
|  | WKS Grunwald Poznań            | Rot-Weiss Köln        | 5                 | 0                      |                        |                  |   |  |              |              |  |  | 4 juin 2017 | 4 juin 2017 |
|  | WKS Grunwald Poznań            | 3 juin 2017           |                   | 0                      |                        |                  |   |  |              |              |  |  | 4 juin 2017 | 4 juin 2017 |
|  | Real Club de Polo              | 6                     |                   |                        |                        |                  |   |  |              |              |  |  | 4 juin 2017 | 4 juin 2017 |
|  | Real Club de Polo              | 6                     | Real Club de Polo | 1                      |                        |                  |   |  |              |              |  |  | 4 juin 2017 | 4 juin 2017 |
|  | 14 avril 2017                  |                       | Real Club de Polo | 1                      |                        |                  |   |  |              |              |  |  | 4 juin 2017 | 4 juin 2017 |
|  |                                | Rot-Weiss Köln        | 2                 |                        |                        |                  |   |  |              |              |  |  | 4 juin 2017 | 4 juin 2017 |
|  | SV Kampong                     | Rot-Weiss Köln        | 2                 | 1                      |                        |                  |   |  |              |              |  |  | 4 juin 2017 | 4 juin 2017 |
|  | SV Kampong                     | 17 avril 2017         |                   | 1                      |                        |                  |   |  |              |              |  |  | 4 juin 2017 | 4 juin 2017 |
|  | Rot-Weiss Köln                 | 2                     |                   |                        |                        |                  |   |  |              |              |  |  | 4 juin 2017 | 4 juin 2017 |
|  | Rot-Weiss Köln                 | 2                     | Rot-Weiss Köln    | 3                      |                        |                  |   |  |              |              |  |  |             |             |
|  | 15 avril 2017                  |                       | Rot-Weiss Köln    | 3                      |                        |                  |   |  |              |              |  |  |             |             |
|  |                                | HC Oranje-Rood        | 2                 |                        |                        |                  |   |  |              |              |  |  |             |             |
|  | Wimbledon HC                   | HC Oranje-Rood        | 2                 | 3                      |                        |                  |   |  |              |              |  |  |             |             |
|  | Wimbledon HC                   |                       |                   | 3                      |                        |                  |   |  |              |              |  |  |             |             |
|  | UHC Hambourg                   | 1                     |                   |                        |                        |                  |   |  |              |              |  |  |             |             |
|  | UHC Hambourg                   | 1                     | Wimbledon HC      | 2 (5)                  |                        |                  |   |  |              |              |  |  |             |             |
|  | 15 avril 2017                  |                       | Wimbledon HC      | 2 (5)                  |                        |                  |   |  |              |              |  |  |             |             |
|  |                                | Mannheimer HC         | 2 (3)             |                        |                        |                  |   |  |              |              |  |  |             |             |
|  | Mannheimer HC                  | Mannheimer HC         | 2 (3)             | 2                      |                        |                  |   |  |              |              |  |  |             |             |
|  | Mannheimer HC                  | 17 avril 2017         |                   | 2                      |                        |                  |   |  |              |              |  |  |             |             |
|  | Club Egara                     | 1                     |                   |                        |                        |                  |   |  |              |              |  |  |             |             |
|  | Club Egara                     | 1                     | Wimbledon HC      | 0                      |                        |                  |   |  |              |              |  |  |             |             |
|  | 15 avril 2017                  |                       | Wimbledon HC      | 0                      |                        |                  |   |  |              |              |  |  |             |             |
|  |                                | HC Oranje-Rood        | 8                 |                        |                        |                  |   |  |              |              |  |  |             |             |
|  | HC Oranje-Rood                 | HC Oranje-Rood        | 8                 | 3                      |                        |                  |   |  |              |              |  |  |             |             |
|  | HC Oranje-Rood                 |                       |                   | 3                      |                        |                  |   |  |              |              |  |  |             |             |
|  | AH&BC Amsterdam                | 2                     |                   | Match pour la 3e place | Match pour la 3e place |                  |   |  |              |              |  |  |             |             |
|  | AH&BC Amsterdam                | 2                     | HC Oranje-Rood    | Match pour la 3e place | Match pour la 3e place | 2                |   |  |              |              |  |  |             |             |
|  | 15 avril 2017                  | 15 avril 2017         | HC Oranje-Rood    | 4 juin 2017            | 4 juin 2017            | 2                |   |  |              |              |  |  |             |             |
|  | 15 avril 2017                  | 15 avril 2017         |                   | 4 juin 2017            | 4 juin 2017            | Atlètic Terrassa | 0 |  |              |              |  |  |             |             |
|  | Atlètic Terrassa               | 4                     | KHC Dragons       | 3                      |                        | Atlètic Terrassa | 0 |  |              |              |  |  |             |             |
|  | Atlètic Terrassa               | 4                     | KHC Dragons       | 3                      |                        |                  |   |  |              |              |  |  |             |             |
|  | Lisnagarvey HC                 | 1                     |                   | Wimbledon HC           | 1                      |                  |   |  |              |              |  |  |             |             |
|  | Lisnagarvey HC                 | 1                     |                   | Wimbledon HC           | 1                      |                  |   |  |              |              |  |  |             |             |

### Classement Final
| Place              | Équipe                         | Résultat                      |
| ------------------ | ------------------------------ | ----------------------------- |
| Médaille d'or      | Rot-Weiss Köln                 | Vainqueur                     |
| Médaille d'argent  | HC Oranje-Rood                 | Finaliste                     |
| Médaille de bronze | KHC Dragons                    | Vainqueur Match pour 3e Place |
| 4                  | Wimbledon HC                   | Perdant Match pour 3e Place   |
| 5                  | Racing Club de France          | Éliminé en 1/4 de finale      |
| 5                  | Real Club de Polo              | Éliminé en 1/4 de finale      |
| 5                  | Mannheimer HC                  | Éliminé en 1/4 de finale      |
| 5                  | Atlètic Terrassa               | Éliminé en 1/4 de finale      |
| 9                  | Royal Racing Club de Bruxelles | Éliminé en 1/8 de finale      |
| 9                  | Banbridge HC                   | Éliminé en 1/8 de finale      |
| 9                  | WKS Grunwald Poznań            | Éliminé en 1/8 de finale      |
| 9                  | SV Kampong                     | Éliminé en 1/8 de finale      |
| 9                  | UHC Hambourg                   | Éliminé en 1/8 de finale      |
| 9                  | Club Egara                     | Éliminé en 1/8 de finale      |
| 9                  | AH&BC Amsterdam                | Éliminé en 1/8 de finale      |
| 9                  | Lisnagarvey HC                 | Éliminé en 1/8 de finale      |
| 17                 | Holcombe HC                    | Éliminé au 1er tour           |
| 17                 | AZS AWF Poznań                 | Éliminé au 1er tour           |
| 17                 | Cardiff & Met                  | Éliminé au 1er tour           |
| 17                 | SG Amsicora ASD                | Éliminé au 1er tour           |
| 17                 | Royal Léopold HC               | Éliminé au 1er tour           |
| 17                 | Saint Germain HC               | Éliminé au 1er tour           |
| 17                 | Bromac Kelburne                | Éliminé au 1er tour           |
| 17                 | HC Dinamo Kazan                | Éliminé au 1er tour           |